# George Talbot, 6. Earl of Shrewsbury

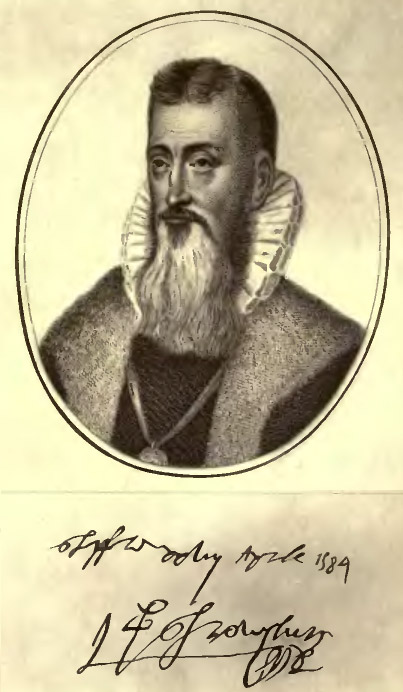
George Talbot, 6. Earl of Shrewsbury

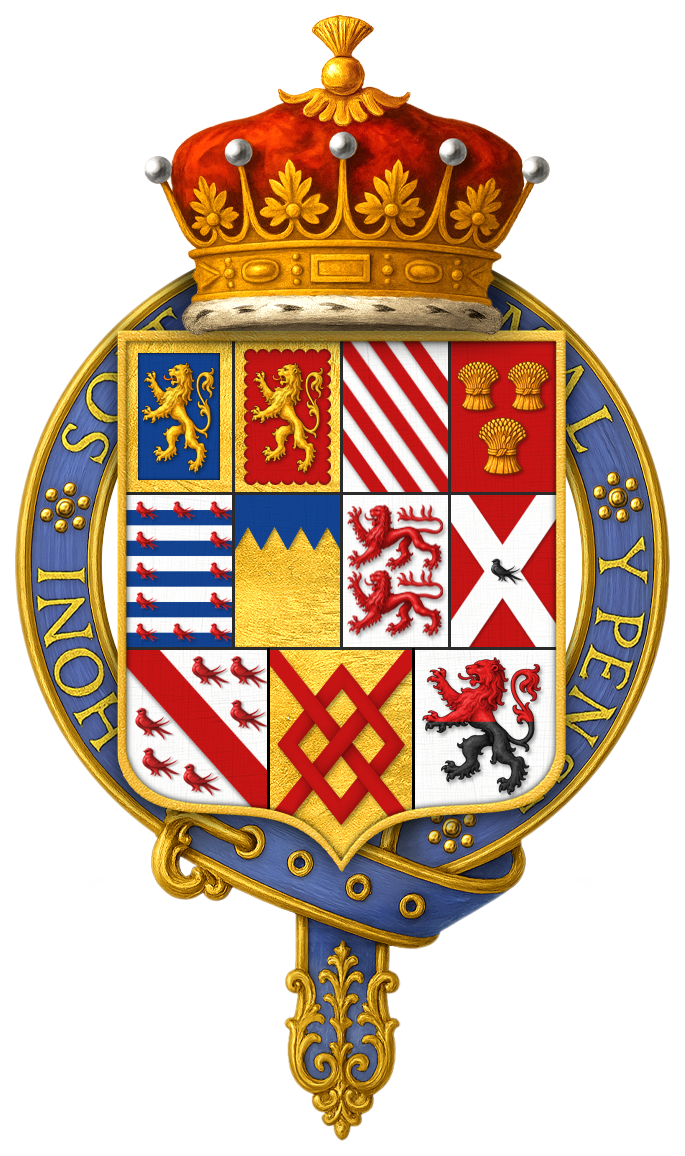
Wappen des George Talbot, 6. Earl of Shrewsbury, als Ritter des Hosenbandordens

George Talbot, 6. Earl of Shrewsbury KG (* um 1528; † 18. November 1590) war ein englischer Adliger.
Er war der einzige Sohn von Francis Talbot, 5. Earl of Shrewsbury und dessen erster Gattin Mary Dacre.
Im Februar 1547 wurde er zum Knight of the Bath geschlagen. Per Writ of Acceleration vom 5. Januar 1553 erbte er vorzeitig den nachgeordneten väterlichen Titel Baron Talbot und wurde ins House of Lords berufen. Beim Tod seines Vaters 1560 erbte er auch dessen übrige Adelstitel. 1561 wurde er in den Hosenbandorden aufgenommen.
Ab 1569 war er Wächter von Maria Stuart während der 14 Jahre ihrer Gefangenschaft in Sheffield. Nach dem Tod des Thomas Howard, 4. Duke of Norfolk am 2. Juni 1572 wurde ihm am 2. Januar 1573 dessen Staatsamt des Earl Marshal of England übertragen.
In erster Ehe heiratete er am 28. April 1539 Lady Gertrude Manners († 1567), Tochter des Thomas Manners, 1. Earl of Rutland. Mit ihr hatte er sechs Kinder:
- Francis Talbot, Lord Talbot († um 1582), ⚭ Lady Anne Herbert
- Gilbert Talbot, 7. Earl of Shrewsbury (1552–1616), ⚭ Mary Cavendish
- Edward Talbot, 8. Earl of Shrewsbury (1561–1617), ⚭ Joane Ogle
- Lady Grace Talbot, ⚭ Henry Cavendish
- Lady Katherine Talbot († um 1576), ⚭ Henry Herbert, 2. Earl of Pembroke
- Hon. Henry Talbot, ⚭ Elizabeth Reyner
- Lady Mary Talbot, ⚭ Sir George Savile, 1. Baronet

Nach dem Tod seiner ersten Gattin heiratete er in zweiter Ehe als deren vierter Ehemann am 9. Februar 1568 die reiche Witwe Bess of Hardwick. Diese Ehe blieb kinderlos.
Sein Sohn Gilbert erbte ebenso vorzeitig am 28. Januar 1589 per Writ of Acceleration seinen Titel Baron Talbot und folgte ihm bei seinem Tod 1590 in den übrigen Titeln.
Sein Grab befindet sich in der Shrewsbury Chapel in der Kathedrale von Sheffield.